# Kinrara (vulkan)
Kinrara är en vulkan i Australien. Den ligger i delstaten Queensland. Toppen på Kinrara ligger 36 meter över den omgivande terrängen.
Trakten runt Kinrara är nära nog obefolkad, med mindre än två invånare per kvadratkilometer. Det finns inga samhällen i närheten.
I omgivningarna runt Kinrara växer huvudsakligen savannskog. Vulkanen ingår i Kinrara nationalpark.